# Електричний дросель

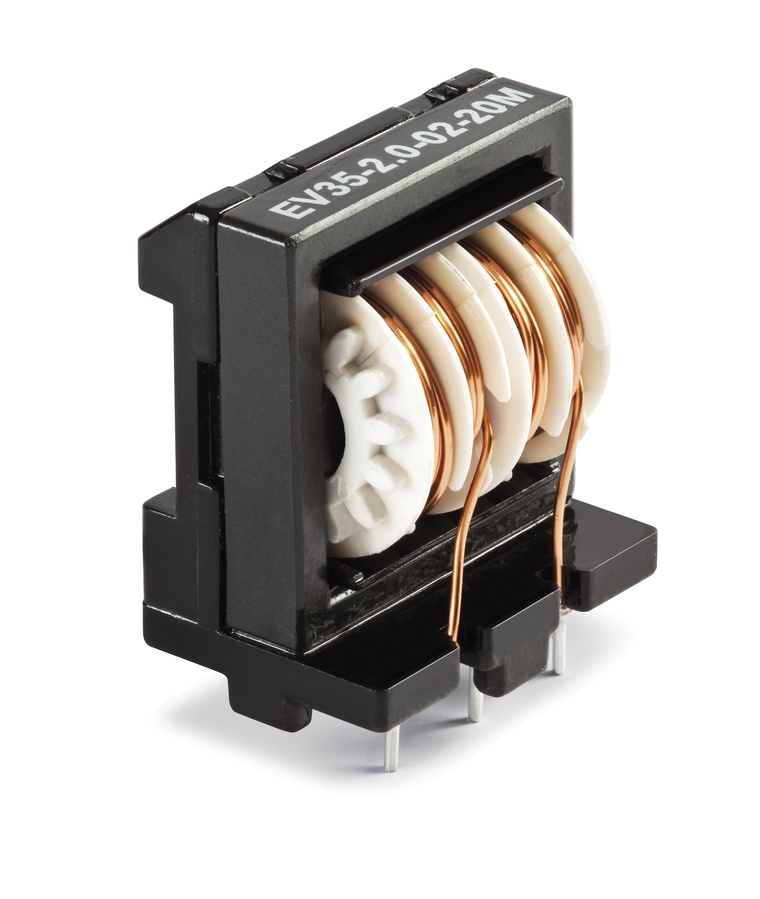
Дросель, дві обмотки по 20мГн на струм до 2A

Дро́сель (нім. Drossel) — це котушка ізольованого дроту (зазвичай на магнітному осерді), індуктивність якого використовують для блокування ВЧ складових змінного струму в електричному колі і пропускання НЧ (з постійним струмом), оскільки реактивний опір його пропорційний частоті. Типове використання — індуктивний компонент електричного фільтру.
Назва походить від нім. drosseln — «душити, скорочувати». Якщо компонент призначений для придушення ВЧ складових, використовують назву «дросель»; але якщо індуктивний компонент входить до складу резонансного контуру, то це «котушка індуктивності».

## Типи і конструкція

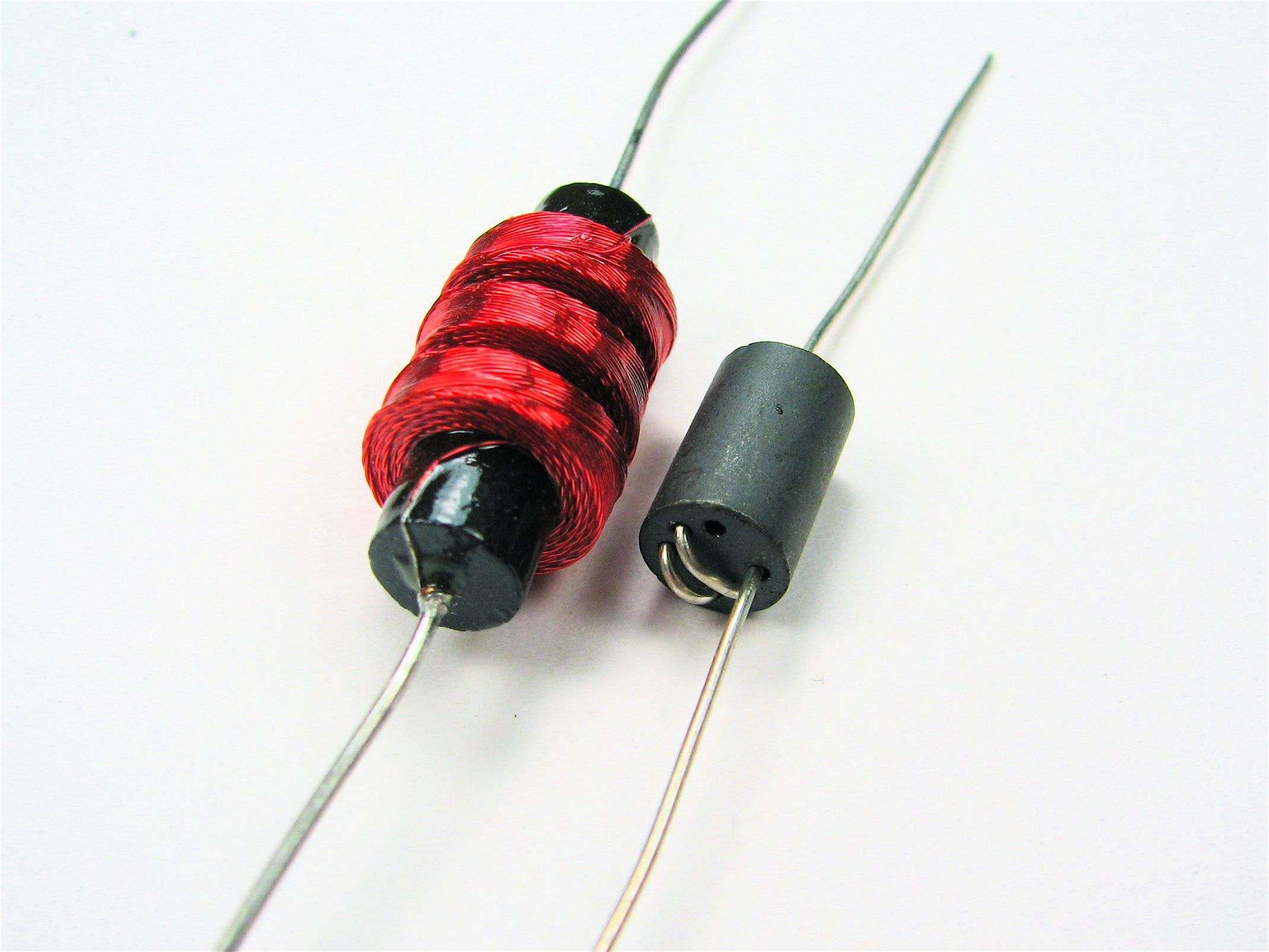
Дросель для радіо на діапазони СХ, КХ (більше 10А) і феритове кільце для УКХ (декілька ампер).

Одні дроселі розраховані на 50Гц (частота електромережі) і діапазон звукових частот, інші — на радіочастоти.
Дроселі звукових частот зазвичай мають феромагнітне осердя для збільшення індуктивності.
Дроселі в фільтрах НЧ, хоч і ефективніші від RC- фільтрів, але зважаючи ще й на електролітичні конденсатори, роблять мережеві джерела живлення громіздкими, важкими і дорогими, — тому все рідше зустрічаються в сучасній електроніці. В імпульсних джерелах живлення, які використовують більш високі частоти, дроселі — з меншим значенням індуктивності — застосовують дуже широко.
Дроселі в фільтрах ВЧ мають феритові осердя (see Ferrite bead). Дріт навитий складним чином (кошикова навивка) для зменшення властивої електроємності . Дроселі для ще більших частот мають немагнітне осердя і малий реактивний опір.

### Дросель синфазних завад
Дросель синфазних завад, в яких дві спіралі мають спільне осердя, широко застосовується для зменшення електромагнітних (EMI) і радіо-перешкод (RFI) в колах джерел живлення і уникнення негараздів у функціюванні електроніки. Він вільно пропускає диференціальні струми, але блокує синфазні.

Типова схема дроселя синфазних завад. Синфазні струми, проходячи в одному напрямку по однаковим спіралям, створюють синфазні магнітні поля, які додаються, загалом створюючи ще більший опір синфазним ВЧ завадам